# Espacio maximalmente simétrico
Un espacio maximalmente simétrico (EMS) es un espacio métrico en el que puede definirse el concepto de dimensión y donde el grupo de simetría tiene la dimensión máxima posible. Si se considera un espacio métrico real de dimensión d la dimensión máxima posible del grupo de isometría, que es un grupo de Lie, resulta ser d(d+1)/2.

## Espacio euclídeo
En el espacio euclídeo el grupo de traslaciones tiene dimensión d y el de rotaciones tiene dimensión:

{\displaystyle {\begin{pmatrix}d\\2\end{pmatrix}}={\frac {d(d-1)}{2}}}

La combinación de traslaciones, rotaciones y simetría especulares y de inversión varias da el grupo de isometría del espacio que por tanto tiene dimensión:

{\displaystyle d+{\frac {d(d-1)}{2}}={\frac {d(d+1)}{2}}}

El grupo de isometría del espacio euclídeo admite el siguiente isomorfismo:

{\displaystyle {\mathcal {I}}(\mathbb {E} ^{d})\approx \mathbb {R} ^{d}\times {\mbox{O}}(d)}

donde {\displaystyle {\mbox{O}}(d)} es el grupo ortogonal d-dimensional.

## Variedades riemannianas

Una superficie esférica S^{2} constituye un caso de espacio bidimensional maximalmente simétrico.

Los espacios de curvatura constante el tensor de curvatura de Riemann viene dado en componentes por la siguiente expresión:

{\displaystyle R_{ijkl}=C(g_{il}g_{jk}-g_{ik}g_{jl})\,}

donde {\displaystyle \scriptstyle g_{ij}} es el tensor métrico expresado en coordenadas curvilíneas cualesquiera. En tensor de Ricci {\displaystyle \scriptstyle R_{ij}} y la curvatura escalar {\displaystyle \scriptstyle S}son proporcionales respectivamente al tensor métrico y a la curvatura:

{\displaystyle R_{ij}=(n-1)Cg_{ij},\qquad S=n(n-1)C}

y donde {\displaystyle \scriptstyle n} es la dimensión del espacio.
La geometría hiperbólica y la geometría elíptica (además de la geometría euclídea) son casos particulares de geometrías riemannianas uniformes que son maximalmente simétricas. Para las geometrías hiperbólica y elíptica existe un parámetro llamado "radio" R relacionado con el valor no nulo de C mediante la relación:

{\displaystyle C={\frac {\pm 1}{R^{2}}}}

escogiendo el sistema de unidades adecuadamente puede obtenerse |R| = 1 y por tanto |C| = 1. En el caso de la geometría elíptica R coincide con el radio de la n-esfera que se use como modelo de geometría elíptica.
Los grupos de isometría de los espacios maximalmente simétricos de curvatura positiva y negativa son:

{\displaystyle {\mathcal {I}}(\mathbb {S} ^{d})\approx {\mbox{O}}(d+1),\qquad {\mathcal {I}}(\mathbb {H} ^{d})\approx {\mbox{O}}_{+}(d,1)}

Donde:
{\displaystyle \mathbb {S} ^{d},\mathbb {H} ^{d}\,}, son repsectivamente el EMS de curvatura positiva y el EMS de curvatura negativa.
{\displaystyle {\mbox{O}}(d+1)\,}, es el grupo ortogonal d+1-dimensional.
{\displaystyle {\mbox{O}}_{+}(d,1)\,}, es el subgrupo ortocrono del grupo de Lorentz d+1-dimensional.